# Condado de Charles Mix
O Condado de Charles Mix é um dos 66 condados do Estado americano da Dakota do Sul. A sede do condado é Lake Andes, e sua maior cidade é Lake Andes. O condado possui uma área de 2 979 km² (dos quais 136 km² estão cobertos por água), uma população de 9 129 habitantes, e uma densidade populacional de 3 hab/km² (segundo o censo nacional de 2010); em 2019 a populacão estimada foi de 9 292 habitantes